# Natalya Khrushchelyova
Natalya Khrushchelyova, née le 20 mars 1973 à Tavda, est une athlète russe spécialiste des distances moyennes et du relais 4 × 400 m.

## Palmarès

### Jeux olympiques d'été
- Jeux olympiques d'été de 2004 à Athènes ( Grèce)
  - éliminée en demi-finales sur 800 m

### Championnats du monde d'athlétisme
- Championnats du monde d'athlétisme de 2003 à Paris ( France)
  -  Médaille de bronze sur 800 m

### Championnats d'Europe d'athlétisme
- Championnats d'Europe d'athlétisme de 1994 à Helsinki ( Finlande)
  -  Médaille d'argent en relais 4 × 400 m
- Championnats d'Europe d'athlétisme de 1998 à Budapest ( Hongrie)
  -  Médaille d'argent en relais 4 × 400 m